# Ammannia parvula
Ammannia parvula är en fackelblomsväxtart som beskrevs av S.A.Graham och Gandhi. Ammannia parvula ingår i släktet Ammannia och familjen fackelblomsväxter. Inga underarter finns listade i Catalogue of Life.